# Anthicus schmidtii
Anthicus schmidtii là một loài bọ cánh cứng trong họ Anthicidae. Loài này được Rosenhauer miêu tả khoa học năm 1847.